# Cuju
El cuju (Ts'u Chü) va ser un joc de pilota que es jugava a l'Àsia fa milers d'anys i que es considera el precursor del futbol. Originalment, la pilota era de cuir plena de plomes i de pèl entortolligats. L'objectiu del joc consistia a llençar la pilota fins a fer-la entrar a una petita xarxa lligada a uns 10 metres d'altura a l'extrem de dues llargues vares de bambú separades només de 30 a 40 cm. Una altra modalitat, descrita en un manual antic, consistia en què els jugadors, en el seu camí a la meta, havien de superar els atacs d'un rival; podien jugar la bola amb peus, pit, esquena i espatlles, però no amb la mà.
Se sap que es jugava a finals del segle iii aC, però hi ha indicis que és milers d'anys més antic. Durant la dinastia Tang, la pilota es va canviar per una que estava plena d'aire, i van aparèixer les variants "Zhu Qiu" i "Bai Da". Durant la dinastia Ming hi va haver un gran interès en aquest esport.